# Bamboo Airways
„Bamboo Airways“ е виетнамска нискобюджетна авиокомпания.
Нейната централа е в Ханой, а използваните основни летища са Таншоннят (край Хошимин) и Нойбай (край Ханой), както и Дананг (край Дананг).
Компанията е основана през 2018 г. Започва дейността си през 2019 г. Има полети до повечето летища във Виетнам и 5 града в Азия.
През 2019 г. компанията подписва договор с „Airbus“ да закупи 24 самолета Еърбъс A321 neo, 20 Boeing 777 dreamliner.